# Lo Mas Sagran
Lo Mas Sagran (en francès Le Massegros) és un municipi del departament francès del Losera, a la regió d'Occitània.